# آلبرت کیویکاس
آلبرت کیویکاس (استونیایی: "Albert Kivikas"; ۱۸ ژانویهٔ ۱۸۹۸ – ۱۹ مهٔ ۱۹۷۸) نویسنده، روزنامه‌نگار اهل استونی بود.
وی بیشتر به خاطر نوشتن کتاب نام‌هایی بر لوح مرمرین (استونیایی: "Nimed marmortahvlil") که داستان آن درباره جنگ استقلال استونی است شناخته میشود.